# Kodeks Napoleona

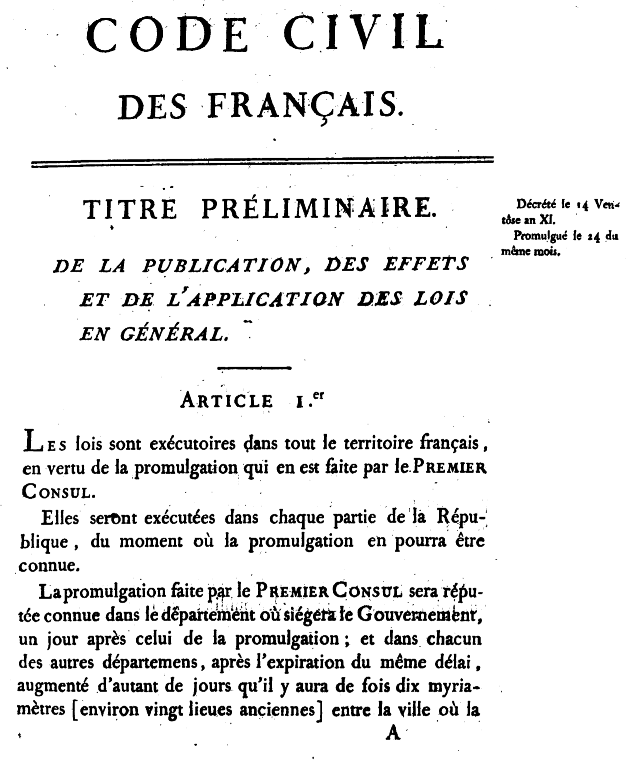
Code Civil 1804

Kodeks Napoleona (fr. Code Napoléon, Code civil des Français) – zespół przepisów i norm prawnych prawa cywilnego wprowadzony we Francji w 1804 roku przez Napoleona Bonaparte. Była to pierwsza wielka kodyfikacja prawa francuskiego, po upadku ancien régime'u w wyniku rewolucji francuskiej.
Wprowadzał wiele nowoczesnych rozwiązań, jednak zachowywał elementy poprzedniego stanu prawnego. Utrzymał karę śmierci cywilnej, która orzeczona przez sąd wywoływała dość nieszczęsne skutki dla skazanego (pozbawiała wszelkich praw, majątek skazanego był konfiskowany lub przypadał spadkobiercom itp.). Ograniczał prawa kobiet (m.in. mąż mógł żądać rozwodu, gdy żona cudzołożyła, lecz jeśli dopuszczał się tego mąż, żona miała prawo do rozwodu tylko wtedy, gdy kochanka była utrzymywana we wspólnym domu małżonków; kobieta pozostawała przez całe życie pod opieką najbliższego męskiego krewnego lub męża i nie mogła rozporządzać swoim majątkiem ani majątkiem małżeńskim; mężowi została powierzona rola wychowania potomstwa). Prawo spadkowe miało na celu ograniczenie powstawania wielkich rodzin.

## Powstanie
Próby kodyfikacji prawa cywilnego we Francji były podejmowane w okresie rewolucyjnym, co było następstwem głębokich przemian społeczno-gospodarczych, jakie przyniosła z sobą rewolucja (zniesienie ustroju feudalnego, przeobrażenia rzeczywistości społecznej w stronę postępującej indywidualizacji, liberalizacji i laicyzacji). Na ustawodawstwo rewolucyjne dotyczące stosunków prywatnoprawnych składały się m.in. akty prawne Konstytuanty i Konwentu Narodowego, wprowadzające poważne zmiany zarówno w sferze prawa osobowego (zniesienie przywilejów starszeństwa i płci, cywilnoprawny charakter małżeństwa, czy dopuszczenie rozwodów), jak i prawa majątkowego (zniesienie feudalnych ograniczeń prawa własności, pełna swoboda umów).
W 1793 została powołana komisja kodyfikacyjna, której przewodził Jean Jacques Cambacérès, francuski prawnik. Jej celem było przygotowanie kodeksu cywilnego w ciągu jednego miesiąca(!). Termin został dotrzymany, ale przedłożony Konwentowi projekt złożony z 700 artykułów został uznany za zacofany i odrzucony. Kolejne dwa projekty (w 1794 i 1796) również zostały odrzucone.
Dopiero prace podjęte w 1800 roku z inicjatywy Napoleona doszły do oczekiwanego skutku. Napoleon powołał 4-osobową komisję, w skład której weszli prawnicy działający jeszcze w czasach ancien régime: François Denis Tronchet, Jean-Étienne-Marie Portalis, Félix-Julien-Jean Bigot de Preameneu i Jacques de Maleville. Przygotowany po kilku miesiącach projekt był częściami przesyłany do oceny Sądowi Kasacyjnemu oraz sądom apelacyjnym, a następnie przedkładany Radzie Stanu, gdzie pod przewodnictwem Napoleona lub Cambacérèsa (ówczesnego II konsula) prowadzone były nad nim dyskusje. Ostateczna wersja projektu została zredagowana w postaci 36 odrębnych ustaw uchwalonych w 1803 i 1804, a ostatecznie 21 marca 1804 roku uchwalona została ustawa zbierająca je wszystkie w jedną całość pod nazwą Kodeksu cywilnego Francuzów (Code civil des Français). Nazwa ta obowiązywała do 1807, kiedy to została zamieniona na Kodeks Napoleona (Code Napoléon), czym cesarz chciał podkreślić swój związek z kodyfikacją. Po upadku utworzonego przezeń cesarstwa podkreślał, przebywając na zesłaniu, że kodeks jest najtrwalszym dziełem, jakiego dokonał. Ostatecznie, po wielu zmianach, powrócono do pierwotnej nazwy.

## Zawartość

### Systematyka
Kodeks składał się z trzech ksiąg (każda z nich dzieliła się na tytuły):
- księga I: O osobach (Des personnes) – 11 tytułów, art. 7–515
- księga II: O majątkach i różnych rodzajach własności (Des biens et des différentes modifications de la propriété) – 4 tytuły, art. 516–710
- księga III: O różnych sposobach nabywania własności (Des différentes manières dont on acquiert la propriété) – 20 tytułów, art. 711–2281.

Przepisy zawarte w trzech powyższych księgach poprzedza krótki, zawierający 6 artykułów, tytuł wstępny: O ogłaszaniu, skutkach i stosowaniu praw w ogóle (De la publication, des effets et de l’application des lois en général).
Ta trójdzielna systematyka nawiązuje luźno do trójpodziału prawa rzymskiego w Instytucjach Gaiusa (systematyka personæ-res-actiones), realizując jednocześnie postulaty nurtu naturalnoprawnego  w prawie (podobnie jak inna „naturalnoprawna” kodyfikacja prawa cywilnego z tej epoki: austriacki kodeks ABGB). W intencjach zaś twórców kodeksu systematyka miała stanowić usankcjonowanie trzech najważniejszych zdobyczy rewolucji: wolności osobistej (księga I), nienaruszalności własności prywatnej (księga II) oraz swobody umów (księga III). W ten sposób kodeks urzeczywistniał naturalnoprawne koncepcje wolności osoby, własności i umów, które stanowiły fundamentalne postulaty burżuazji walczącej z ustrojem feudalnym, a zarazem podstawę kształtującej się gospodarki kapitalistycznej.

### Prawo osobowe i rodzinne
Na gruncie prawa osobowego kodeks konsekwentnie realizował zasadę równości i powszechności praw prywatnych przysługujących jednostce. Gwarancje te przysługiwały jednak przede wszystkim obywatelom płci męskiej. Twórcy kodeksu postanowili bowiem bronić patriarchalnego modelu społeczeństwa, co miało wydźwięk również w prawie rodzinnym (zadecydowały tu podobno wartości wyniesione przez Napoleona z domu rodzinnego). Właśnie z tego względu kodeks wprowadzał liczne ograniczenia praw cywilnych w stosunku do kobiet, ale również (dla realizacji postulatu ochrony legalnej rodziny) wobec dzieci pozamałżeńskich. Z kolei ze względu na laickie stanowisko kodeksu brak było ograniczeń wynikających z wyznania, czy święceń kapłańskich lub ślubów zakonnych.
Zdolność prawna była nabywana z chwilą urodzenia lub od czasu poczęcia, gdy wymagał tego interes nienarodzonego dziecka (rzymska zasada nasciturus pro iam nato habetur, quotiens de commodis eius agitur – dziecko mające się urodzić traktuje się jako urodzone, kiedy tylko chodzi o jego korzyść). Zasadniczo momentem utraty zdolności prawnej była śmierć; kodeks przewidywał jednak również instytucję śmierci cywilnej (mort civile), polegającą na przyjęciu fikcji, na mocy której człowiek żywy traktowany był jako „umarły wobec prawa”, tracił zdolność prawną, dochodziło do otwarcia spadku po nim dla spadkobierców, rozwiązania małżeństwa i podobnych sankcji. Śmierć cywilna następowała na skutek skazania na niektóre najcięższe kary (śmierć, dożywotnie roboty, deportacja, banicja).
Ograniczenia dotyczące kobiet przejawiały się przede wszystkim w prawie rodzinnym. Opieka nad dziećmi i pełnia władzy rodzicielskiej spoczywały przede wszystkim w rękach ojca, matka była w nich znacząco ograniczona. Żona podlegała władzy mężowskiej: kodeks uznawał mężatkę za „wieczyście małoletnią”, znajdującą się pod opieką męża. Mężatka była niezdolna do czynności prawnych bez zezwolenia męża, prawo nakazywało jej bycie mu posłuszną. Mąż sprawował zarząd nie tylko nad wspólnym majątkiem małżonków, ale również nad osobistym majątkiem żony. Żona posiadała jednak zabezpieczenie swoich praw majątkowych w postaci hipoteki ciążącej na majątku męża.
Ograniczenia prawne dotyczące dzieci pozamałżeńskich były konsekwencją dążenia kodeksu do ochrony interesów legalnej rodziny. Wyróżniono dzieci nieślubne (tzw. naturalne) oraz dzieci pochodzące ze związków cudzołożnych i kazirodczych. Dzieci naturalne mogły zostać uprawnione przez późniejsze małżeństwo ich rodziców (per subsequens matrimonium) lub dobrowolnie uznane przez ojca. Dzieci będące owocem cudzołóstwa lub kazirodztwa były bardziej dyskryminowane: nie posiadały możliwości legitymacji. Były traktowane przez prawo jak nieposiadające ani ojca, ani matki. Dochodzenie ojcostwa zarówno dla jednych, jak i drugich było zabronione, a dochodzenie macierzyństwa znacząco utrudnione.
Prawo małżeńskie kodyfikacji napoleońskiej przewidywało pełną laicyzację instytucji małżeństwa. Małżeństwo pod względem prawnym traktowane było jako umowa cywilna (określenie takie użyte zostało już w konstytucji z 1791), a do jego zawarcia dochodziło przed urzędnikiem stanu cywilnego (ślub cywilny). Dopuszczony został rozwód jako forma rozwiązania małżeństwa, a jurysdykcja w sprawach małżeńskich stała się domeną wyłącznie powszechnych sądów cywilnych. Sytuacja kobiety była zasadniczo gorsza od sytuacji jej męża: żona mogła wystąpić o rozwód tylko wówczas, gdy mężczyzna odmówił wydalenia nałożnicy trzymanej w domu wspólnym małżonków.
Wiek uznany za uprawniający do zawarcia małżeństwa wynosił 18 lat dla mężczyzn i 15 lat dla kobiet (granicą pełnoletniości było ukończenie 21. roku życia, obniżona granica wieku uprawniającego do zawarcia małżeństwa była wyrazem wpływów prawa kanonicznego oraz przedrewolucyjnego prawa zwyczajowego, przy uwzględnieniu interesów rodzinno-majątkowych burżuazji). Mimo że prawo rewolucyjne nie wymagało zgody rodziców na zawarcie małżeństwa, kodeks w tej kwestii nawiązywał do patriarchalnych zasad dawnego prawa francuskiego. Bezwzględny wymóg uzyskania zgody rodziców na zawarcie związku małżeńskiego dotyczył kobiet do 21 lat i mężczyzn do 25 lat. Ponadto, niezależnie od wieku przed zawarciem małżeństwa, należało dla formalności zwrócić się do rodziców (lub do dziadków w przypadku braku rodziców) o akceptację w tzw. akcie uszanowania (acte respecteux et formel). Kobiety, które nie ukończyły 25 lat, i mężczyźni przed 30. rokiem życia musieli dwukrotnie powtórzyć ten akt w miesięcznych odstępach.
Jak wyżej wspomniano, w zakresie stosunków prawnych między małżonkami kodeks przewidywał patriarchalny model rodziny, sankcjonując pełną dominację mężczyzny w małżeństwie.

### Prawo rzeczowe
Kodeks wyróżniał dwa rodzaje praw rzeczowych:
- prawa rzeczowe główne (principaux) – własność, użytkowanie i służebności, uregulowane w księdze II.
- prawa rzeczowe zależne, akcesoryjne (accessoires) – zastaw, przywileje i hipoteka, uregulowane w księdze III razem ze zobowiązaniami (ze względu na to, że prawa te służyły zabezpieczeniu wierzytelności).

Kodeks nie wprowadzał wyraźnie określenia „rzeczy”, używał ogólniejszego pojęcia „majątków” (biens). Podstawowym podziałem majątków był podział na dobra ruchome i dobra nieruchome (art. 516 tous les biens sont meubles ou immeubles – wszystkie dobra są ruchome lub nieruchome). Rozróżniono nieruchomości z natury lub przeznaczenia.
Podstawowym pojęciem prawa rzeczowego jest własność. Kodeks realizował w tym względzie fundamentalne zasady rewolucji burżuazyjnej, stając na straży wolności i nienaruszalności własności prywatnej. Własność w Kodeksie Napoleona jest definiowana jako prawo do korzystania z rzeczy i rozporządzania nimi w sposób najbardziej nieograniczony, pod warunkiem że nie są używane w sposób zabroniony przez ustawę lub przepisy (art. 544). Jest to ujęcie prawa własności od strony negatywnej, w przeciwieństwie do innych ówczesnych kodyfikacji, Landrechtu i ABGB, które posługiwały się definicją pozytywną (enumeratywnie wyliczały uprawnienia przysługujące właścicielowi). Zlikwidowana została instytucja własności podzielonej, będącej fundamentem feudalnego ustroju gospodarczego. Przysługująca chłopom „własność użytkowa (dominium utile)” stała się własnością pełną, a przysługującą panu „własność zwierzchnią (dominium directa)” przekształcono w uprawnienie do pobierania renty od chłopa.
Sposoby nabycia własności były uregulowane w księdze III. Wyróżniono:
- sposoby pierwotnego nabycia własności
  - przyłączenie (akcesja, accession)
  - włączenie (incorporation)
  - przedawnienie (forma zasiedzenia, prescription)

- sposoby pochodnego nabycia własności
  - spadek
  - darowizna między żyjącymi (inter vivos) lub testamentowa (mortis causa)
  - na skutek zobowiązań

W przypadku przeniesienia własności funkcjonowała rzymska zasada „nikt nie może przenieść na drugą osobę więcej praw, niż sam posiada (nemo plus iuris ab alium transferre potest, quam ipse habet)”. Momentem przeniesienia było samo w sobie zawarcie umowy, a nie formalny akt przeniesienia posiadania (tradycja), jak to miało miejsce w dawnym prawie francuskim. Zabezpieczone zostały interesy nabywców w dobrej wierze, co miało decydujące znaczenie dla rozwoju handlu.
We Francji hipoteka nie cieszyła się zbytnią popularnością, stąd też prawo hipoteczne Kodeksu Napoleona zawiera wiele wad w porównaniu np. z ówczesną hipoteką pruską, ale również z dawną hipoteką polską (co będzie miało później wielkie znaczenie dla losów tegoż prawa w Król. Polskim). Wyróżnione zostały trzy rodzaje hipotek – prawne, sądowe i umowne. Hipoteka napoleońska posiadała trzy podstawowe wady. Wpisy hipoteczne były pozbawione wieczystości, wymagały odnowienia po 10 latach (w przeciwnym wypadku traciły ważność). Po drugie, dopuszczone zostały wyłącznie hipoteki ogólne, tzn. takie, które ustanawiano na całym majątku dłużnika, a nie na określonej rzeczy wchodzącej w skład tego majątku. Po trzecie, brak było zasady jawności, nie było obowiązku wpisu do ksiąg, dopuszczalne były hipoteki tajne.

### Prawo spadkowe
Regulacje dotyczące spadkobrania zawarte były w księdze III kodeksu jako pierwszy wśród różnych sposobów nabycia własności. Przewidziane zostały dwie zupełnie odrębnie uregulowane drogi dziedziczenia – dziedziczenie testamentowe objęte przepisami tytułu I księgi III O spadkach (Des successions) oraz dziedziczenie beztestamentowe regulowane przepisami zawartymi w tytule II księgi III O darowiznach między żyjącymi i testamentach (Des donations entre vifs et des testament/Des libéralités).
Otwarcie spadku następowało z chwilą śmierci naturalnej lub śmierci cywilnej spadkodawcy (art. 718). Według art. 25 spadek po osobie skazanej na śmierć cywilną przechodził na jego prawnych następców tak, jakby skazaniec umarł w sposób naturalny i bez testamentu. Zdolność do dziedziczenia kodeks przyznawał tym, którzy w chwili otwarcia spadku „pozostawali przy życiu” z uwzględnieniem dzieci poczętych za życia spadkodawcy pod warunkiem, że urodzą się zdolne do życia (zasada nasciturus pro iam nato...). Z oczywistych względów niezdolnymi do dziedziczenia byli skazani na śmierć cywilną. Kodeks zniósł wydziedziczenie jako akt odrębny, uwzględniając jednak instytucję niegodności dziedziczenia (art. 727).

#### Dziedziczenie beztestamentowe
Dziedziczenie beztestamentowe (ustawowe) miało miejsce w braku testamentu i było ujmowane jako wyraz domniemanej woli testatora. Cały system dziedziczenia beztestamentowego Kodeksu opiera się na podziale osób powołanych do spadku na spadkobierców właściwych („porządkowych”), którymi mogli być wyłącznie krewni zmarłego oraz spadkobierców „nieporządkowych”.
- spadkobiercy „porządkowi” (według kolejności dziedziczenia):
  - 1) dzieci zmarłego lub ich zstępni (prawo zastępstwa)
  - 2) rodzeństwo zmarłego i zstępni rodzeństwa
  - 3) wstępni w linii ojca i w linii matki – majątek dzielony był w tym przypadku na 2 części równolegle dziedziczone przez obie linie (art. 746), przy czym uprawnieni do dziedziczenia byli krewni do 12. stopnia, przy obliczaniu bliskości pokrewieństwa według komputacja rzymska (stopień pokrewieństwa stanowi liczba urodzeń dzielących dane osoby).

- spadkobiercy „nieporządkowi” (według kolejności dziedziczenia):
  - 1) uznane dzieci naturalne
  - 2) współmałżonek
  - 3) Skarb Państwa

Spadkobiercy „nieporządkowi” dochodzili do spadku dopiero w przypadku braku spadkobierców właściwych (a więc dopiero w przypadku braku krewnych zmarłego do 12. stopnia!). Regulacja ta była jedną z wad prawa spadkowego Kodeksu, jako że poważnie upośledzała dzieci pozamałżeńskie oraz współmałżonka. Prawnie uznane dzieci małżeńskie dziedziczyły wyłącznie dobra po zmarłych rodzicach (ich udział w spadku nie obejmował majątku krewnych ojca i matki), a dodatkowo był ograniczony w porównaniu z dziećmi prawymi (stanowił od 1/3 do 3/4 udziału dziedzica prawego). Z dziedziczenia definitywnie wykluczone były dzieci naturalne pochodzące ze związków cudzołożnych i kazirodczych. Nierozwiedziony małżonek dochodził do spadku dopiero w przypadku braku krewnych zmarłego do 12. stopnia i dzieci naturalnych, co miało zapobiec przechodzeniu majątku w ręce obcej rodziny, ale poważnie godziło w sytuację materialną owdowiałej kobiety. W przypadku braku żyjącego małżonka spadek jako bezdziedziczny przechodził na rzecz Skarbu Państwa.
Kodeks przejął wywodzącą się jeszcze z dawnego prawa francuskiego instytucję sezyny (saisine), czyli wwiązania, która polegała na tym, że nabycie spadku przez spadkobierców „porządkowych” następowało bezpośrednio z chwilą śmierci spadkodawcy z mocy samego prawa, przez co spadkobiercy „porządkowi” nie musieli być dodatkowo wprowadzani w posiadanie spadku drogą sądową. Spadkobiercy „nieporządkowi” byli wwiązania pozbawieni i musieli żądać wprowadzenia w posiadanie spadku w drodze powództwa sądowego.

#### Dziedziczenie testamentowe
Art. 895 określa testament jako „akt, którym testator rozporządzał na czas, w którym żyć już nie będzie, całością lub częścią swego majątku”. W przeciwieństwie do darowizn, testament mógł być odwołany. Dziedziczenie testamentowe w Code civil nie uwzględniało rzymskiej zasady nemo pro parte testatus pro parte intestatus decedere potest (nikt nie może dziedziczyć po części z testamentu, a po części beztestamentowo) – testator mógł na wypadek śmierci rozporządzić zarówno całym majątkiem, jak i tylko jego częścią.

### Prawo zobowiązań
Regulacje dotyczące zobowiązań zostały zawarte w księdze III kodeksu. Wyróżniono pięć źródeł zobowiązań:
- z umowy (ex contractu);
- z „jakby-umowy” (quasi ex contractu);
- z deliktu (ex delicto);
- z „jakby-deliktu” (quasi ex delicto);
- z mocy ustawy (de l’autorité seule de la loi) – art. 1370 wymienia m.in. zobowiązania wynikające ze stosunków sąsiedzkich, ze sprawowania opieki i in.

Odróżniono kontrakty (contrats) jako umowy będące źródłem zobowiązań, od innego rodzaju umów (conventions) np. o zwolnienie z długu. Swoboda umów, jedno ze sztandarowych haseł liberalizmu została zagwarantowana w art. 1134: „Umowy prawnie zawarte stają za prawo dla tych, którzy je zawarli (Les conventions légalement formées tiennent lieu de loi à ceux qui les ont faites.)”. Treść i forma umów mogła być przez strony kształtowana dowolnie z zastrzeżeniem, by nie naruszały one porządku publicznego i dobrych obyczajów (art. 6).
Warunki ważności umowy:
- zgoda strony zobowiązującej się;
- zdolność stron do zawierania umów;
- określenie przedmiotu zobowiązania;
- przyczyna zobowiązania (causa) – kauzalność zobowiązania, uzależnienie ważności zobowiązania od istnienia i prawidłowości odpowiedniej przyczyny prawnej.

Podstawą odpowiedzialności cywilnej (deliktowej) była wina za zaistniałą szkodę. Teoretyczne rozróżnienie deliktów i quasi-deliktów miało inną postać niż w prawie rzymskim, za delikt uznano czyn, przy którym występuje zamiar wyrządzenia szkody, za quasi-delikt wszelkie przypadki winy nieumyślnej. W praktyce rozróżnienie to jest pozbawione znaczenia, obie kategorie są uregulowane identycznie. Odpowiedzialność za czyny innych osób występowała w przypadku m.in. rodziców (przede wszystkim ojca) za szkody wyrządzone przez małoletnich i dzieci z nimi mieszkające, panów za szkody wyrządzone przez służących, nauczycieli za szkody wyrządzone przez uczniów.

### Maksymy
Code Civil gwarantował wszystkim męskim obywatelom:
(ostatnie żądania rewolucji: Liberté = Wolność, Egalité = Równość, Fraternité = Braterstwo)
- Równość przed prawem
- Wolność dla każdego
- Ochrona własności prywatnej
- Całkowite rozdzielenie kościoła od państwa (laicyzm)[potrzebny przypis]
- Obalenie przymusu cechowego
- Wolność zatrudnienia i wyboru zawodu
- Stworzenie podstaw prawnych dla wolnego rynku
- Spis narodzin i śmierci (spis ludności).

## Wpływ na prawo polskie
Zgodnie z art. 69 Konstytucji Księstwa Warszawskiego, Kodeks Napoleona został w 1807 roku wprowadzony na terenie Księstwa Warszawskiego.
Artykuły Kodeksu Napoleona w zakresie prawa osobowego w znacznym stopniu powtórzył Kodeks cywilny Królestwa Polskiego obowiązujący od 1826 roku.